# T-1000

Transformare

T-1000 este un personaj fictiv tip android asasin, fiind principalul antagonist din Terminatorul 2: Ziua Judecății. T-1000 este jucat de Robert Patrick cu toate că T-1000 este jucat și de alți actori în unele scene ale filmului ca de exemplu când acesta este în transformare. Trailer-urile filmului Terminator 2 intenționează noțiunea că T-1000 este un răufăcător. Subiectul filmului fiind: This time there are two. Terminator 2.
În Terminatorul 2, T-1000 este prezentat un subiect despre Modelul 101 Terminator (Arnold Schwarzenegger). Personajul lui Schwarzenegger explică de ce este modelul T-1000 un terminator foarte avansat. Este construit din polialiaj mimetic (nanotehnologie), ceea ce înseamnă că poate să ia forma oricărui om și a multor obiecte. Se poate strecura printre gratiile de la închisoare și se poate transforma în paviment pentru a se ascunde. În timpul transformării are o culoare argintie asemănătoare cu cea a mercurului.